# فندق كراون بلازا تشيناي
فندق كراون بلازا تشيناي سابقا بارك فندق وأبراج شيراتون وهو فندق خمسة نجوم يقع على شارع تي تي كي تشيناي الهند.

## التاريخ
بنيت كراون بلازا تشيناي (الذي كان يسمى سابقا شيراتون بارك فندق) من قبل أديار بوابة الفنادق المحدودة (AGHL) وهي شركة الفندق الذي يملك ثلاثة فنادق في الهند وهما الآخران 104 غرفة مرحبا فندق غراند باي في فيزاج و 67 غرفة ثروة فندق سوليفان كورت في أوتي وتأسست في عام 1970 (كما كيان خاص محدود) والترويج للشركة في الأصل من قبل تي تي فاسو (واحدة من المروجين للفريق تي تي كريشناماشاري المعروف أيضا باسم مجموعة تي تي كي) وكي آر فيرابان في عام 1975 أصبحت الشركة شركة مساهمة عامة محدودة ولم تكن هناك عمليات في الشركة حتى عام 1979 و عندما قامت مجموعة من الهنود غير المقيمين مسيطرة في AGHL وبدأ بناء فندق في تشيناي في عام 1981، والتي هي الخاصية الرئيسية للشركة وبدأ الفندق العمل مع تحالف مع هوليداي إن.
بنيت في الأصل باسم «اديار بارك هوتل» من قبل AGHL اتخذ الفندق 250 غرفة برئاسة مجموعة ويلكم الفنادق في فبراير 1985 و عندما حصلت على حصة مسيطرة في الشركة من قبل العائلة غويال والمروجين الحالي مع مقابل مبلغ من 30 مليون دولار. ثم إعادة تسمية مجموعة الفندق كما شيراتون بارك فندق وأبراج مع ربطة عنق مع ستاروود لاستخدام العلامة التجارية شيراتون وقد تمكن كل الخصائص الثلاثة AGHL التي كتبها ITC الفنادق.
الفندق تم تغيير اسم فندق كراون بلازا تشيناي في 1 مايو 2015 بعد أن تم الحصول عليها من قبل مجموعة فنادق انتركونتيننتال 

## الفندق
و يتكون الفندق من مبنى 6 طوابق وهو مجاور 8 طوابق برج سكني وكتلة الخدمة 2 طوابق ويضم الفندق 283 غرفة منها 38 جناحا و 5 مطاعم من 283 غرفة حوالي 140 غرفة تقع في الجناح البرج من الفندق والمطاعم والحانات وتشمل دي ريزيدينسي (مطعم المأكولات العالمية في أجواء العصر الإدواردي) و كابتشينو (المقهى الدولي على مدار 24 ساعة يقع في اللوبي مستوى تطل على حمام السباحة) وحانة وستمنستر (الموجود على مستوى اللوبي وتطل على حمام السباحة) آن دي راكسز (مطعم المأكولات العالمية) و داكشين (أصيلة جنوب الهند المطعم المأكولات) و غازستبي 2000 (تحت عنوان النادي مرقص التي يمكن أن تستوعب حوالي 600 شخص) و كنيكشنز (صالة مرحبا الشاي) 
ويحتوي الفندق على 8 المساحات الاجتماع وهناك 3 قاعات الولائم تقديم 9000 قدم مربع من المساحة اجتماع لاستيعاب ما يصل إلى 500 ضيف وقاعات متوسطة الحجم لاستيعاب 20-30 ضيوف و 3 غرف المجلس مع عدد المقاعد تراوحت ما بين 20 إلى 50 شخصا. بالإضافة إلى ذلك وهناك أيضا 4 قاعات الولائم تقديم ما يصل إلى 12,000 قدم مربع من مساحة الاجتماعات لاستيعاب ما يصل إلى 1200 شخص و 3 غرف المجلس مع عدد المقاعد تتراوح بين 10 إلى 20 شخصا ووقوف السيارات في الفندق تحت الأرض يمكن أن تستوعب 200-250 السيارات.